# Tarraco
Tarraco là tên cổ xưa của thành phố Tarragona (Catalunya, Tây Ban Nha). Trong suốt thời kì đế quốc La Mã, Tarraco là một trong các thành phố lớn ở bán đảo Iberia và là thủ phủ Roma của Hispania Citerior hay Hispania Tarraconensis. Tên đầy đủ của thành phố trong thời kỳ cộng hòa La Mã là Colonia Iulia Urbs Triumphalis Tarraco. Năm 2000, quần thể khảo cổ học Tarraco được công nhận là di sản thế giới bởi UNESCO.

## Khu vực bảo vệ
| Code    | Name                                                     | Place                               | Coordenates                                     |
| ------- | -------------------------------------------------------- | ----------------------------------- | ----------------------------------------------- |
| 875-001 | Walls of Tarragona                                       | Tarragona                           | 41°07′12,4″B 1°15′32,6″Đ / 41,11667°B 1,25°Đ    |
| 875-002 | Imperial cult enclosure                                  | Tarragona                           | 41°07′10,3″B 1°15′30″Đ / 41,11667°B 1,25833°Đ   |
| 875-003 | Roman Forum (Tarragona)                                  | Tarragona                           | 41°07′5″B 1°15′21″Đ / 41,11806°B 1,25583°Đ      |
| 875-004 | Roman circus of Tarraco                                  | Tarragona                           | 41°06′56,9″B 1°15′24,5″Đ / 41,1°B 1,25°Đ        |
| 875-005 | Colonial forum of Tarraco                                | Tarragona                           | 41°06′52,5″B 1°14′56,6″Đ / 41,1°B 1,23333°Đ     |
| 875-006 | Roman theatre of Tarraco                                 | Tarragona                           | 41°06′48,6″B 1°14′52″Đ / 41,1°B 1,24778°Đ       |
| 875-007 | Tarraco Amphitheatre, the basilica and romanesque church | Tarragona                           | 41°06′53″B 1°15′33,5″Đ / 41,11472°B 1,25°Đ      |
| 875-008 | Early Christian Cemetery of Tarragona                    | Tarragona                           | 41°06′53,1″B 1°14′18″Đ / 41,1°B 1,23833°Đ       |
| 875-009 | Pont de les Ferreres                                     | 4 km north of Tarragona             | 41°08′47,6″B 1°14′36,6″Đ / 41,13333°B 1,23333°Đ |
| 875-010 | Torre dels Escipions                                     | 5 km east of Tarragona              | 41°07′52,7″B 1°18′59″Đ / 41,11667°B 1,31639°Đ   |
| 875-011 | Roman quarry of El Mèdol                                 | 9 km north of Tarragona             | 41°08′12,7″B 1°20′22,4″Đ / 41,13333°B 1,33333°Đ |
| 875-012 | Roman villa of Centcelles                                | 4,6 km north-northwest of Tarragona | 41°09′7,6″B 1°13′49,7″Đ / 41,15°B 1,21667°Đ     |
| 875-013 | Roman villa dels Munts                                   | 10 km east of Tarragona             | 41°08′1,8″B 1°22′22,8″Đ / 41,13333°B 1,36667°Đ  |
| 875-014 | Arc de Berà                                              | 20 km east of Tarragona             | 41°10′22,9″B 1°28′7,3″Đ / 41,16667°B 1,46667°Đ  |